# 720-as busz
A 720-as jelzésű elővárosi autóbusz Budapest, Kelenföld vasútállomás és Érd, autóbusz-állomás között közlekedik. A járat összehangoltan közlekedik a 710-es és a 722-es autóbuszjáratokkal. Érd éjszakai közlekedését is a 720-as busz végzi: hétvégén Budapestről 1:15-kor és 2:15-kor, míg Érdről 0:40-kor indul egy járat.

## Megállóhelyei
| 0                                   | Budapest, Kelenföld vasútállomás végállomás | 25 | 1, 19, 49 8E, 40, 40B, 40E, 53, 58, 87, 87A, 88, 88A, 101B, 101E, 108E, 141, 150, 150B, 153, 154, 172, 173, 187, 188, 188E, 250, 250B, 251, 251A, 251E, 272 901, 907, 918 (péntek és szombat éjjel) 689, 691, 710, 712, 715, 722, 724, 725, 727, 732, 734, 735, 736, 760, 762, 763, 767, 770, 774, 775, 777, 778, 798, 799 S10 G10 S12 S30 Z30 S34 S35 S36 S40 G40 Z40 S42 Z42 G43 G44 IC, EC, EN, sebesvonat, gyorsvonat, expresszvonat, |
| ∫                                   | Budapest, Borszéki utca                     | 24 | 58 710, 712, 715, 722, 724, 732, 734, 735, 736, 760, 762, 763, 767 |
| 3                                   | Budapest, Péterhegyi út                     | 22 | 710, 712, 722, 724, 732, 734, 735, 736, 760, 762, 767 |
| 5                                   | Budapest, Régi vám                          | 20 | 41 141, 187 710, 712, 722 |
| 8                                   | Budapest, Antalháza                         | 17 | 101B, 141 710, 712, 722 |
| 9                                   | Budapest, Budatétény benzinkút              | 16 | 58, 101B, 101E, 141, 150, 150B 941 (péntek és szombat éjjel) 710, 712, 722 |
| 10                                  | Budapest, Memento Park                      | 15 | 101B, 101E, 150, 150B 941 (péntek és szombat éjjel) 710, 712, 722 |
| 11                                  | Budapest, Diósárok                          | 14 | 287 710, 712, 722 |
| 12                                  | Budapest, Lőtér                             | 13 | 710, 712, 722 |
| 13                                  | Budapest, Diótörő utca                      | 12 | 710, 712, 722, 725, 727 |
| Budapest–Diósd közigazgatási határa |                                             |    | |
| 14                                  | Diósd, törökbálinti elágazás                | 11 | 13, 13A, 88, 113 710, 712, 722, 725, 727 |
| 15                                  | Diósd, Sashegyi út                          | 10 | 13, 13A, 88, 113 710, 712, 715, 722, 725, 727 |
| 17                                  | Diósd, Gyár utca                            | 8  | 13 710, 712, 722, 725, 727 |
| Diósd–Érd közigazgatási határa      |                                             |    | |
| 18                                  | Érd, Muskátli utca                          | 7  | 710, 712, 722 |
| 19                                  | Érd, Fürdő utca                             | 6  | 710, 712, 715, 722 |
| 21                                  | Érd, Sárvíz utca                            | 4  | 710, 712, 722 |
| 23                                  | Érd, Erika utca                             | 2  | 700, 710, 712, 722, 744, 746 |
| 24                                  | Érd, autóbusz-állomás végállomás            | 0  | 700, 705, 710, 712, 715, 722, 733, 734, 735, 736, 738, 741, 742, 744, 745, 746, 755 1120, 1134 S30 Z30 S34 S35 S36 sebesvonat (Érd alsó megállóhely) S40 G40 Z40 S42 Z42 G43 G44 (Érd felső megállóhely) |